# Paul Marx (kněz)
Paul Benno Marx OSB (8. května 1920 – 20. března 2010) byl americký katolický kněz a benediktinský mnich, spisovatel a jeden z čelných představitelů hnutí pro-life. Založil Human Life Center na St. John's University (1971), Human Life International (1981) a Population Research Institute (1989). Jeho kniha The death peddlers: war on the unborn patří k základní literatuře hnutí pro-life.
Byl prezidentem HLI v letech 1981–1994. V roce 2007 obdržel cenu kardinála Galéna, kterou HLI uděluje.

## Život
Pochází ze čtrnácti dětí z minnesotské farmářské rodiny s německými předky, pokřtěn byl jako Benno. Dvě z jedenácti sester a jeden ze dvou bratrů též vstoupili do benediktinského řádu.

## Knihy
- „Life and Work of Virgil Michel“ – disertace
- „Virgil Michel And The Liturgical Movement“
- „The death peddlers: war on the unborn“
- „Death without dignity: Killing for mercy“, později v upravené verzi „And Now Euthanasia“
- „Fighting for Life: The Further Journeys of Fr Paul Marx“
- „Confessions of a Profile Missionary The Journeys of Fr. Paul Marx“ – s Josephem Fessiem
- „The Apostle of Life“
- „The Flying Monk (Still Fighting for Life)“ – s Geraldem E. Murray
- „The Truth and Meaning of Human Sexuality (Guidelines for Education within the Family)“
- „Faithful for life“ – autobiografie
- „The Pro-Life Wisdom of Fr. Paul Marx: The Apostle of Life“ – sbírka komentářů